# Služba za istraživanje i dokumentaciju
Služba za istraživanje i dokumentaciju (kratica: SID) ili Sedmi odjel Ministarstva vanjskih poslova, Služba za istraživanje i dokumentaciju KOS je bila jedna od obavještajnih službi nekadašnje nekadašnjoj SFRJ.
Osnovana je 1949. godine, te ju je naposljetku preuzela Srbija, u kojoj je pod istim imenom djelovala do 2007. godine, da bi potom služba -s više stotina zaposlenika - preimenovana u "Odelenje za analitiku i podršku", koje formalno nije obavještajna služba.
Ova je služba bila uvelike involvirana u pitanja visokih financija, te se u medijima iznosi da je odigrala presudnu ulogu u otuđivanju deviznih rezervi SFRJ, koje je početkom 1990. god. prisvojila Srbija, i koje su potom velikom dijelu "nestale" u nerazjašnjenim okolnostima.

## Vanjske poveznice
- "Špijuni i kontrolori", Dejan Anastasijević za "Vreme" br. 884, 13. prosinca 2007.  Arhivirana inačica izvorne stranice od 5. ožujka 2016. (Wayback Machine)
- International Criminal Tribunal for the former Yugoslavia, 'questioning' transcripts on Operations "Labrador" and "Opera".